# ريتشي بورت
ريتشي بورت (بالإنجليزية: Richie Porte)‏ مواليد 30 يناير 1985 في لاونسستون، هو دراج أسترالي في صنف سباق الدراجات على الطريق.

## سباقات أو مراحل فاز بها
| التاريخ        | السباق                                                     | المركز                                            |
| -------------- | ---------------------------------------------------------- | ------------------------------------------------- |
| 27 يناير 2008  | داون أندر 2008                                             | الثالث في تصنيف أفضل شاب، التاسع في التصنيف العام |
| 08 يناير 2009  | 2009 Australia National Road Cycling Championships Men ITT |                                                   |
| 08 مايو 2010   | طواف إيطاليا 2010، المرحلة 1                               |                                                   |
| 30 مايو 2010   | طواف إيطاليا 2010                                          | الأول في تصنيف أفضل شاب، السابع في التصنيف العام  |
| 31 يوليو 2010  | طواف سان سيباستيان 2010                                    | العاشر في التصنيف العام                           |
| 24 أغسطس 2010  | طواف إينكو 2010                                            | الثالث في تصنيف أفضل شاب، الرابع في التصنيف العام |
| 08 يناير 2012  | 2012 Australia National Road Cycling Championships Men RR  |                                                   |
| 19 فبراير 2012 | فولتا الغارف 2012                                          | الفائز في التصنيف العام                           |
| 29 أبريل 2012  | طواف روماندي 2012                                          | الرابع في التصنيف العام                           |
| 10 يونيو 2012  | كريثيديا دو دوفين 2012                                     | التاسع في التصنيف العام                           |
| 09 سبتمبر 2012 | طواف إسبانيا 2012                                          | الثامن في تصنيف الجبال                            |
| 01 يناير 2013  | طواف لايغويليا 2013                                        |                                                   |
| 10 مارس 2013   | باريس-نيس 2013                                             | الفائز في التصنيف العام                           |
| 01 يناير 2014  | طواف أندلوسيا 2014                                         |                                                   |
| 12 يناير 2014  | بطولة أستراليا لسباق الطريق 2014                           |                                                   |
| 08 يناير 2015  | سباق الزمن في بطولة أستراليا لركوب الدراجات 2015           | الفائز في التصنيف العام                           |
| 22 فبراير 2015 | طواف الغارف 2015                                           | الأول في تصنيف الجبال، الرابع في التصنيف العام    |
| 15 مارس 2015   | باريس-نيس 2015                                             | الفائز في التصنيف العام                           |
| 29 مارس 2015   | فولتا كاتالونيا 2015                                       | الفائز في التصنيف العام                           |
| 24 أبريل 2015  | جيرو ديل ترينتينو 2015                                     | الفائز في التصنيف العام                           |
| 07 يناير 2016  | سباق الزمن في بطولة أستراليا لركوب الدراجات 2016           |                                                   |
| 22 يناير 2017  | داون أندر 2017                                             | الفائز في التصنيف العام                           |
| 30 أبريل 2017  | طواف روماندي 2017                                          | الفائز في التصنيف العام                           |
| 05 يناير 2018  | سباق الزمن في بطولة أستراليا لركوب الدراجات 2018           |                                                   |
| 17 يونيو 2018  | طواف سويسرا 2018                                           | الفائز في التصنيف العام                           |
| 01 يناير 2020  | طواف أوقيانوسيا للدراجات 2020                              | الفائز في التصنيف العام                           |
| 26 يناير 2020  | داون أندر 2020                                             | الفائز في التصنيف العام                           |
| 01 يناير 2021  | طواف أوقيانوسيا للدراجات 2021                              | الفائز في التصنيف العام                           |
| 06 يونيو 2021  | سباق دوفين للدراجات 2021                                   | الفائز في التصنيف العام                           |

## روابط خارجية
- ريتشي بورت على موقع الاتحاد الدولي للدراجات (الإنجليزية)
- ريتشي بورت على موقع أرشيف الدراجات (الإنجليزية)
- ريتشي بورت على موقع إحصائيات الدراجات الإحترافية (الإنجليزية)
- ريتشي بورت على موقع نسبة الدراجات (الإنجليزية)
- ريتشي بورت على موقع CycleBase (الإنجليزية)
- ريتشي بورت على موقع أوليمبيديا (الإنجليزية)
- ريتشي بورت على موقع اللجنة الأولمبية الأسترالية (الإنجليزية)